# 중화민국 외교부 외교급국제사무학원

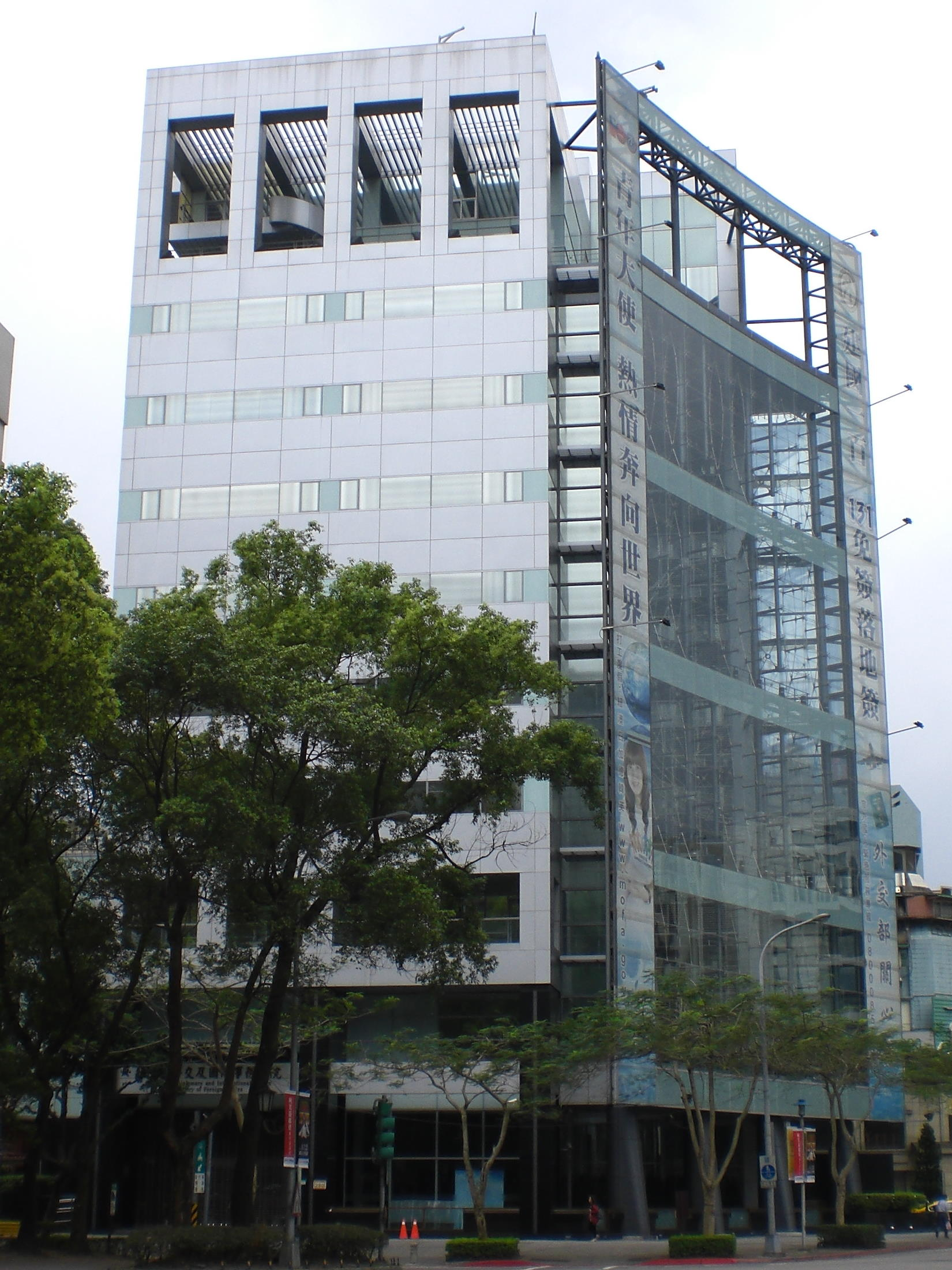

중화민국 외교부 외교급국제사무학원(中華民國外交部外交及國際事務學院)은 중화민국 외교부에 소속된 기관으로 외교학원(外交學院)이라고도 부른다. 중앙 각부 위원회의 외국 주재 직원의 교육과 외교부 재직 훈련, 외국 외교 교육 기관과 학술 교류를 담당한다.

## 연혁
1969년 1월 중화민국 외교부는 외교부 외교영사인원훈련소(外交部外交領事人員訓練所)를 설립하였다.
1971년 4월 중화민국 입법원이 외교부 외교영사인원강습소 조직 조례를 제정하였다.
1971년 5월 외교영사인원훈련소를 외교부 외교영사인원강습소(外交部外交領事人員講習所)로 개명하였다.

## 조직
- 원장 : 외교부 정무차장 혹은 상무차장이 겸임.
- 부원장
- 주임비서
- 연구원
- 연구교류조
- 배훈규획조
- 비서실
- 회계원

## 같이 보기
- 중화민국 외교부